# Magnani (krater)
För andra betydelser, se Magnani.
Magnani är en nedslagskrater med en diameter på 26 kilometer, på planeten Venus. Magnani har fått sitt namn efter den italienska skådespelerskan Anna Magnani.